# Farmington (Illinois)
Farmington è un comune degli Stati Uniti d'America, situato in Illinois, nella Contea di Fulton.